# Dilkon
Dilkon es un lugar designado por el censo ubicado en el condado de Navajo en el estado estadounidense de Arizona. En el Censo de 2010 tenía una población de 1184 habitantes y una densidad poblacional de 27,53 personas por km².

## Geografía
Dilkon se encuentra ubicado en las coordenadas 35°21′10″N 110°18′25″O / 35.35278, -110.30694. Según la Oficina del Censo de los Estados Unidos, Dilkon tiene una superficie total de 43 km², de la cual 43 km² corresponden a tierra firme y (0.01%) 0 km² es agua.

## Demografía
Según el censo de 2010, había 1.184 personas residiendo en Dilkon. La densidad de población era de 27,53 hab./km². De los 1.184 habitantes, Dilkon estaba compuesto por el 0.51% blancos, el 0.08% eran afroamericanos, el 98.99% eran amerindios, el 0% eran asiáticos, el 0% eran isleños del Pacífico, el 0.08% eran de otras razas y el 0.34% pertenecían a dos o más razas. Del total de la población el 1.44% eran hispanos o latinos de cualquier raza.